# Wybory parlamentarne w Mongolii w 1986 roku
Wybory parlamentarne odbyły się w Mongolii 22 czerwca 1986 roku. W tym czasie kraj był państwem jednopartyjnym, rządzonym przez Mongolską Partię Ludową. MPL zdobyło 346 z 370 miejsc, a pozostałe 24 miejsc zajęli bezpartyjni kandydaci, którzy zostali wybrani przez MPL, ze względu na ich status społeczny. Frekwencja wynosiła 100%, a tylko dziesięciu z 929403 głosujących nie oddało głosu.

## Wyniki
| Partia      | Przywódca        | Lista zajętych miejsc | +/- |
| ----------- | ---------------- | --------------------- | --- |
| MPL         | Dżambyn Batmönch | 346                   | +2  |
| bezpartyjni | brak             | 24                    | -2  |